# Osservatori dell'Assemblea generale delle Nazioni Unite

Bandiera delle Nazioni Unite

Le Nazioni Unite, oltre ai suoi 193 stati membri, accolgono come osservatori: le organizzazioni internazionali, gli enti e i paesi non membri. Lo status di osservatore è garantito da una risoluzione dell'Assemblea generale delle Nazioni Unite. Lo status di osservatore permanente si basa esclusivamente sulla pratica, non essendo previsto dalla Carta delle Nazioni Unite.
Gli osservatori hanno il diritto di parlare agli incontri dell'Assemblea generale delle Nazioni Unite, votare su questioni procedurali, servire come firmatari su documenti di lavoro e firmare le risoluzioni, ma non possono sponsorizzare risoluzioni o voti sulle risoluzioni di questioni sostanziali. Diversi altri diritti (ad esempio, parlare nei dibattiti, presentare proposte ed emendamenti, il diritto di replica, l'aumentare i punti dell'ordine del giorno e di far circolare i documenti, etc.) sono dati selettivamente solo ad alcuni osservatori. Finora, l'Unione europea è l'unica organizzazione internazionale ad avere queste autorizzazioni avanzate.
Esiste una distinzione tra gli osservatori statali e non statali. Gli Stati non membri delle Nazioni Unite, che sono membri di una o più agenzie specializzate, possono presentare domanda per lo status di osservatore permanente. Gli osservatori non statali sono le organizzazioni internazionali e altri enti.
Gli Stati non membri osservatori sono disposti a sedere nella sala dell'Assemblea generale immediatamente dopo gli Stati membri e prima degli altri osservatori.

## Stati non-membri
Gli Stati "amanti della pace" sono liberi di presentare una petizione per unirsi come membro a loro discrezione. La petizione viene poi valutata dal Consiglio di sicurezza delle Nazioni Unite e dall'Assemblea generale. Ad esempio, la Svizzera è stato un paese osservatore permanente dal 1948 al 2002, fino a diventare membro a tutti gli effetti, il 10 settembre 2002. Attualmente, ci sono due Stati-non membri, osservatori: la Santa Sede (che rappresenta l'autorità di governo sulla Città del Vaticano) e la Palestina (rappresentata dall'Autorità nazionale palestinese, suo ente di governo). Sono entrambi osservatori permanenti, descritti come "Stati non membri che hanno ricevuto un invito permanente a partecipare come osservatori alle sessioni e ai lavori dell'Assemblea generale ed al mantenimento di missioni di osservatori permanenti presso la sede".

## Qualifiche degli stati membri delle Nazioni Unite
(Carta delle Nazioni Unite II,)
| Stato non-membro     | Date significative | Ulteriori dettagli |
| -------------------- | --- | --- |
| 🇻🇦Città del Vaticano | 6 aprile 1964: concessione dello status di osservatore 1º luglio 2004 (A/RES/58/314): acquista tutti i diritti di piena adesione ad eccezione "del diritto di voto, di presentazione delle proposte di deliberazione senza co-proponenti e di proporre candidati" | Attraverso la Santa Sede,guidata dal Papa,La città del Vaticano,svolge un ruolo importante nell'importanza della pace,dell'umanità e della giustizia a livello globale,intervenendo in varie sedi e dibattiti per portare avanti le istanze della Chiesa cattolica e per sostenere iniziative di carattere umanitario. |
| Palestina            | 22 novembre 1974 (A/RES/3237 (XXIX): concessione dello status di osservatore all'Organizzazione per la Liberazione della Palestina 9 dicembre 1988 (A/RES/43/160): concessione del diritto di comunicare senza intermediari 15 dicembre 1988 (A/RES/43/177): cambio di nome in "Palestina" 7 luglio 1998 (A/RES/52/250): concessione del diritto di partecipare al dibattito generale ed altri diritti aggiuntivi 29 novembre 2012 (A/RES/67/19): concessione dello status di osservatore | 28 ottobre 1974: l'Organizzazione per la Liberazione della Palestina viene riconosciuta come "unica legittima rappresentante del popolo palestinese", da parte degli Stati del settimo vertice arabo (e più tardi da più di 100 paesi con cui detiene rapporti diplomatici e da Israele). 22 novembre 1974: l'OLP viene riconosciuta come competente in tutte le questioni concernenti la questione della Palestina da parte dell'Assemblea generale delle Nazioni Unite, oltre al diritto del popolo palestinese in Palestina per l'indipendenza nazionale e la sovranità. 15 novembre 1988: l'OLP dichiara unilateralmente lo Stato di Palestina. 4 maggio 1994: l'OLP ha istituito l'amministrazione territoriale dell'Autorità Nazionale Palestinese a seguito degli accordi di Oslo firmati dall'OLP stessa, Israele, Stati Uniti e Russia. 7 luglio 1998: all'OLP è stato assegnato un seggio nella Sala dell'Assemblea generale subito dopo gli Stati non membri e prima degli altri osservatori. 17 dicembre 2012: Il Capo del Protocollo delle Nazioni Unite, decide che "la designazione di 'Stato di Palestina' verrà utilizzato dal Segretariato in tutti i documenti ufficiali delle Nazioni Unite". |

Note
- Le Isole Cook e Niue, sono stati liberi associati con la Nuova Zelanda, sono membri di diverse agenzie specializzate delle Nazioni Unite e hanno avuto la loro "piena capacità contrattuale" riconosciuta dal Segretariato delle Nazioni Unite.[20][21]
- La Repubblica di Cina, o Taiwan, oltre a presentare domanda per l'adesione,[22] ha chiesto più volte di diventare membro o osservatore dal 1991.[23] Tali richieste sono state sempre negate a causa del riconoscimento delle Nazioni Unite alla Repubblica popolare Cinese come "legittimo rappresentante della Cina alle Nazioni Unite"; questo dopo la sostituzione operata nel 1971 della Repubblica di Cina con la Repubblica Popolare Cinese come rappresentante ufficiale della Cina.
- Altri paesi sono riconosciuti dalle Nazioni Unite come entità non autonome e appaiono nella lista delle Nazioni Unite come territori non autonomi, ma sono rappresentati alle Nazioni Unite dal rispettivo Stato membro di riferimento.[24]

## Ex stati non-membri osservatori
A sedici ex Stati non membri era stato concesso lo status di osservatore. Quattordici di questi Stati alla fine divennero membri delle Nazioni Unite, mentre gli altri due costituiscono un caso particolare.
La maggior parte degli ex Stati osservatori aveva presentato domanda di adesione, che però era stata respinta a causa del veto (reale o minacciato) di uno o più dei membri permanenti del Consiglio di Sicurezza. I veti sono stati successivamente superati o da cambiamenti di circostanze geopolitiche o da altri fattori, in base ai quale il Consiglio di Sicurezza ha approvato diversi nuovi Stati membri contemporaneamente, come è stato fatto con una dozzina di paesi nel 1955 e con Germania Est e Germania Ovest nel 1973.
| Stato                              | Osservatore | Membro | Differenza             |
| ---------------------------------- | ----------- | ------ | ---------------------- |
| Austria                            | 1952        | 1955   | 3 anni                 |
| Bangladesh                         | 1973        | 1974   | 1 anno                 |
| Corea del Nord                     | 1973        | 1991   | 18 anni                |
| Corea del Sud                      | 1949        | 1991   | 42 anni                |
| Finlandia                          | 1952        | 1955   | 3 anni                 |
| Regno di Spagna                    | 1955        | 1955   | pochi mesi             |
| Repubblica Democratica Tedesca     | 1972        | 1973   | 1 anno                 |
| Repubblica Federale Tedesca        | 1952        | 1973   | 21 anni                |
| Giappone                           | 1952        | 1956   | 4 anni                 |
| Italia                             | 1952        | 1955   | 3 anni                 |
| Kuwait                             | 1962        | 1963   | 1 anno                 |
| Monaco                             | 1956        | 1993   | 37 anni                |
| Svizzera                           | 1946        | 2002   | 56 anni                |
| Repubblica Democratica del Vietnam | 1975        | -      | osservatore per 1 anno |
| Repubblica del Vietnam             | 1952        | -      | 24 anni                |
| Vietnam                            | 1976        | 1977   | 1 anno                 |

Note
Il 30 aprile 1975 il Vietnam del Sud è stato conquistato dalle forze comuniste ed il 2 luglio 1976 è stato annesso al Vietnam del Nord per formare il Vietnam, a cui è stato concesso lo status di osservatore nel 1976. Le risoluzioni dell'Assemblea generale delle Nazioni Unite 30 e 31 non hanno riconosciuto alla nuova entità statale lo status di osservatore, ma la risoluzione 31/21 del 26 novembre 1976 ha riconosciuto osservatore permanente la Repubblica Socialista del Vietnam. Il Vietnam è diventato membro delle Nazioni Unite il 20 settembre 1977.

## Enti e organizzazioni internazionali
Molte organizzazioni intergovernative e pochi altri soggetti (organizzazioni non governative e altri con vari gradi di statualità o sovranità), sono invitati a diventare osservatori presso l'Assemblea generale. Alcuni di loro mantengono un ufficio permanente nella sede delle Nazioni Unite a New York, mentre altri non lo fanno; tuttavia, questa è scelta è lasciata all'organizzazione e non implica differenze nel loro status.

### Organizzazioni regionali autorizzate dai loro Stati membri a parlare a loro nome
Nella risoluzione adottata nel maggio 2011, che concede diritti aggiuntivi verso l'Unione europea, l'Assemblea generale delle Nazioni Unite ha deciso che accordi simili possano essere adottati con qualsiasi altra organizzazione regionale che è autorizzato a parlare a nome dei suoi Stati membri.
| Organizzazione o entità | Data in cui è stato concesso lo stato di osservatore                                                          | Tipo di entità |
| ----------------------- | --- | --- |
| Unione europea          | 11 ottobre 1974 (A/RES/3208 (XXIX)): status di osservatore 10 maggio 2011 (A/RES/65/276): diritti addizionali | Unico osservatore che opera attraverso un sistema ibrido di internazionalismo e sovranazionalismo, dandogli uno status di qualità. |

### Organizzazioni intergovernative
73 soggetti:
| Organizzazione | Data in cui lo status di osservatore è stato riconosciuto                          |
| --- | ---------------------------------------------------------------------------------- |
| Agenzia per la proibizione delle armi nucleari in America Latina e nei Caraibi                                                            | 17 ottobre 1988 (A/RES/43/6)                                                       |
| Asian Development Bank | 19 novembre 2002 (A/RES/57/30)                                                     |
| Assemblea parlamentare del Mediterraneo                                                                                                   | 16 dicembre 2009 (A/RES/64/124)                                                    |
| Associazione degli Stati caraibici | 15 ottobre 1998 (A/RES/53/17)                                                      |
| Associazione delle Nazioni del Sud-est asiatico                                                                                           | 4 dicembre 2006 (A/RES/61/44)                                                      |
| Associazione di integrazione latino americana                                                                                             | 23 novembre 2005 (A/RES/60/25)                                                     |
| Associazione sud-asiatica per la cooperazione regionale                                                                                   | 2 dicembre 2004 (A/RES/59/53)                                                      |
| Autorità internazionale dei fondali marini                                                                                                | 24 ottobre 1996 (A/RES/51/6)                                                       |
| Banca africana di sviluppo | 28 ottobre 1987 (A/RES/42/10)                                                      |
| Banca islamica per lo sviluppo | 28 marzo 2007 (A/RES/61/259)                                                       |
| Caribbean Community | 17 ottobre 1991 (A/RES/46/8)                                                       |
| Centro internazionale per lo sviluppo delle politiche di migrazione                                                                       | 19 novembre 2002 (A/RES/57/31)                                                     |
| Centro regionale sulle armi di piccolo calibro e armi leggere nella regione dei Grandi Laghi, del Corno d'Africa e degli Stati confinanti | 6 dicembre 2007 (A/RES/62/73)                                                      |
| Centro Sud | 11 dicembre 2008 (A/RES/63/131)                                                    |
| Commissione dell'Oceano Indiano | 4 dicembre 2006 (A/RES/61/43)                                                      |
| Commonwealth delle nazioni | 24 marzo 1994 (A/RES/48/237)                                                       |
| Comunità andina | 22 ottobre 1997 (A/RES/52/6)                                                       |
| Comunità degli Stati del Sahel e del Sahara                                                                                               | 12 dicembre 2001 (A/RES/56/92)                                                     |
| Comunità degli Stati Indipendenti | 24 marzo 1994 (A/RES/48/237)                                                       |
| Comunità dei Paesi di lingua portoghese                                                                                                   | 26 ottobre 1999 (A/RES/54/10)                                                      |
| Comunità dell'Africa orientale | 9 dicembre 2003 (A/RES/58/86)                                                      |
| Comunità di sviluppo dell'Africa meridionale                                                                                              | 2 dicembre 2004 (A/RES/59/49)                                                      |
| Comunità economica degli Stati dell'Africa centrale                                                                                       | 12 dicembre 2000 (A/RES/55/161)                                                    |
| Comunità economica degli Stati dell'Africa occidentale                                                                                    | 2 dicembre 2004 (A/RES/59/51)                                                      |
| Comunità economica eurasiatica | 9 dicembre 2003 (A/RES/58/84)                                                      |
| Conferenza dell'Aia di diritto internazionale privato                                                                                     | 23 novembre 2005 (A/RES/60/27)                                                     |
| Conferenza internazionale sulla regione dei Grandi Laghi dell'Africa                                                                      | 16 dicembre 2009 (A/RES/64/123)                                                    |
| Conferenza sull'interazione e le misure di rafforzamento della fiducia in Asia                                                            | 6 dicembre 2007 (A/RES/62/77)                                                      |
| Consiglio d'Europa | 17 ottobre 1989 (A/RES/44/6)                                                       |
| Consiglio di cooperazione del Golfo | 6 dicembre 2007 (A/RES/62/78)                                                      |
| Corte penale internazionale | 13 settembre 2004 (A/RES/58/318)                                                   |
| Corte permanente di arbitrato | 13 ottobre 1993 (A/RES/48/3)                                                       |
| Eurasian Development Bank | 6 dicembre 2007 (A/RES/62/76)                                                      |
| Fondo comune per i prodotti di base | 23 novembre 2005 (A/RES/60/26)                                                     |
| Fondo globale per la lotta all'Aids, la tubercolosi e la malaria                                                                          | 16 dicembre 2009 (A/RES/64/122)                                                    |
| Fondo internazionale per il salvataggio del lago d'Aral                                                                                   | 11 dicembre 2008 (A/RES/63/133)                                                    |
| Fondo per lo sviluppo internazionale OPEC                                                                                                 | 4 dicembre 2006 (A/RES/61/42)                                                      |
| Forum delle isole del Pacifico | 17 ottobre 1994 (A/RES/49/1)                                                       |
| Gruppo degli stati dell'Africa, dei Caraibi e del Pacifico                                                                                | 15 ottobre 1981 (A/RES/36/4)                                                       |
| GUAM Organizzazione per la democrazia e lo sviluppo economico                                                                             | 9 dicembre 2003 (A/RES/58/85)                                                      |
| Inter-American Development Bank | 12 dicembre 2000 (A/RES/55/160)                                                    |
| Istituto internazionale per la democrazia e l'assistenza elettorale                                                                       | 9 dicembre 2003 (A/RES/58/83)                                                      |
| Istituto italo-latino americano | 6 dicembre 2007 (A/RES/62/74)                                                      |
| Lega araba | 1º novembre 1950 (A/RES/477 (V))                                                   |
| Organizzazione degli Stati americani | 16 ottobre 1948 (A/RES/253 (III))                                                  |
| Organizzazione degli Stati dei Caraibi Orientali                                                                                          | 2 dicembre 2004 (A/RES/59/52)                                                      |
| Sistema dell'integrazione centroamericana                                                                                                 | 19 ottobre 1995 (A/RES/50/2)                                                       |
| Organizzazione del trattato di sicurezza collettiva                                                                                       | 2 dicembre 2004 (A/RES/59/50)                                                      |
| Organizzazione della cooperazione economica del mar Nero                                                                                  | 8 ottobre 1999 (A/RES/54/5)                                                        |
| Organizzazione della cooperazione islamica (già Organizzazione della conferenza islamica)                                                 | 10 ottobre 1975 (A/RES/3369 (XXX))                                                 |
| Organizzazione di cooperazione economica                                                                                                  | 13 ottobre 1993 (A/RES/48/2)                                                       |
| Organizzazione europea per la ricerca nucleare                                                                                            | 14 dicembre 2012 (A/RES/67/102)                                                    |
| Organizzazione idrografica internazionale                                                                                                 | 12 dicembre 2001 (A/RES/56/91)                                                     |
| Organizzazione Internazionale della Francofonia                                                                                           | 10 novembre 1978 (A/RES/33/18) 18 dicembre 1998 (General Assembly decision 53/453) |
| Organizzazione internazionale della polizia criminale - Interpol                                                                          | 15 ottobre 1996 (A/RES/51/1)                                                       |
| Organizzazione internazionale per le migrazioni                                                                                           | 16 ottobre 1992 (A/RES/47/4)                                                       |
| Organizzazione legale consultiva Asia-Africa (già Comitato legale consultivo Asia-Africa)                                                 | 13 ottobre 1980 (Template:UN document)                                             |
| Organizzazione mondiale delle dogane (già Consiglio di cooperazione doganale)                                                             | 23 marzo 1999 (A/RES/53/216)                                                       |
| Organizzazione per la Cooperazione di Shanghai                                                                                            | 2 dicembre 2004 (A/RES/59/48)                                                      |
| Organizzazione per la cooperazione e lo sviluppo economico                                                                                | 15 ottobre 1998 (A/RES/53/6)                                                       |
| Organizzazione per la sicurezza e la cooperazione in Europa                                                                               | 13 ottobre 1993 (A/RES/48/5)                                                       |
| Organizzazione per lo sviluppo internazionale della legge                                                                                 | 12 dicembre 2001 (A/RES/56/90)                                                     |
| Parlamento latino americano | 13 ottobre 1993 (A/RES/48/4)                                                       |
| Partners nella popolazione e nello sviluppo                                                                                               | 19 novembre 2002 (A/RES/57/29)                                                     |
| Segretariato del Commonwealth | 18 ottobre 1976 (A/RES/31/3)                                                       |
| Sistema economico latino americano (SELA)                                                                                                 | 13 ottobre 1980 (A/RES/35/3)                                                       |
| Summit ibero-americano | 23 novembre 2005 (A/RES/60/28)                                                     |
| Trattato sulla Carta dell'Energia | 6 dicembre 2007 (A/RES/62/75)                                                      |
| Tribunale internazionale del diritto del mare                                                                                             | 17 dicembre 1996 (A/RES/51/204)                                                    |
| Unione africana (già Organizzazione dell'unità africana)                                                                                  | 11 ottobre 1965 (A/RES/2011(XX)) 15 agosto 2002 (General Assembly decision 56/475) |
| Unione delle nazioni sudamericane | 9 dicembre 2011 (A/RES/66/484)                                                     |
| Unione Internazionale per la Conservazione della Natura (o Unione mondiale per la conservazione)                                          | 17 dicembre 1999 (A/RES/54/195)                                                    |
| Università per la Pace | 11 dicembre 2008 (A/RES/63/132)                                                    |

### Altre entità
| Organizzazione o entità                                                   | Data in cui lo status di osservatore è stato riconosciuto |
| ------------------------------------------------------------------------- | --------------------------------------------------------- |
| Comitato internazionale della Croce Rossa                                 | 16 ottobre 1990 (A/RES/45/6)                              |
| Comitato Olimpico Internazionale                                          | 20 ottobre 2009 (A/RES/64/3)                              |
| Federazione internazionale delle società di Croce Rossa e Mezzaluna Rossa | 19 ottobre 1994 (A/RES/49/2)                              |
| Sovrano militare ordine di Malta                                          | 24 agosto 1994 (A/RES/48/265)                             |
| Unione interparlamentare                                                  | 19 novembre 2002 (A/RES/57/32)                            |

### Entità già osservatori
L'Organizzazione del Popolo dell'Africa del Sud-Ovest (SWAPO), movimento di liberazione della Namibia, ha ottenuto lo status di osservatore con diritto di comunicare senza intermediari nel 1976. Nel 1990, quando la Repubblica di Namibia ha raggiunto l'indipendenza e le è stata concessa la piena adesione alle Nazioni Unite, lo SWAPO è stata trasformato in un partito politico e ha cessato di essere osservatore.

## Unione europea
Oltre a essere un osservatore l'Unione europea è parte di circa 50 accordi internazionali delle Nazioni Unite come unico partecipante non statale. Si tratta di un partecipante a pieno titolo della Commissione per lo sviluppo sostenibile, del Forum sulle foreste e dell'Organizzazione per l'alimentazione e l'agricoltura. È stato anche partecipante a pieno titolo in certi vertici delle Nazioni Unite, come i vertici di Rio e di Kyoto sui cambiamenti climatici, e ospitante di un summit. Inoltre, la delegazione UE mantiene strette relazioni con gli organi di aiuto delle Nazioni Unite. Nel 2011 all'UE sono state concesse avanzate competenze in seno all'Assemblea generale: il diritto di parlare nel dibattito, di presentare proposte ed emendamenti, il diritto di replica, di raccogliere i punti dell'ordine del giorno e di far circolare i documenti. Questi diritti sono aperti anche ad altre organizzazioni internazionali che ne hanno fatto richiesta, se i loro membri hanno dato loro il diritto di parlare a loro nome.